# ألفرد كير
ألفرد كير (بالألمانية: Alfred Kerr) (و. 1867 – 1948 م) هو صحفي، وكاتب، وناقد أدبي، وواضع كلمات الأوبرا من ألمانيا، والمملكة المتحدة، ولد في فروتسواف، توفي في هامبورغ، عن عمر يناهز 81 عاماً.

## روابط خارجية
- ألفرد كير على موقع مونزينجر (الألمانية)
- ألفرد كير على موقع ميوزك برينز (الإنجليزية)
- ألفرد كير على موقع ديسكوغز (الإنجليزية)